# 新厂街道
新厂街道，是中华人民共和国江西省景德镇市珠山区下辖的一个乡镇级行政单位。

## 行政区划
新厂街道下辖以下地区：
新厂社区、陶阳社区、黄泥头社区、一中路社区、为民社区、老厂社区、昌江广场社区、曹家岭社区、景陶社区、林荫路社区、景华社区、六零二所社区、陶院家委会、省陶研所家委会、印机家委会、色勘家委会、五二三厂家委会、瓷校家委会和地铁家委会。